# Марија Вуковић (фудбалерка)
Марија Вуковић (рођена 25. марта 1990) је српска фудбалерка, која игра на позицији нападача и наступа за женску фудбалску репрезентацију Србије.

## Каријера
Марија Вуковић је ограничена за репрезентацију Србије, и појављује се за тим током ФИФА квалификације за светски куп за жене (2019).